# Erie—Lincoln
Pour les articles homonymes, voir Erie et Lincoln.
Circonscription électorale fédérale du Canada
Erie—Lincoln est une circonscription électorale fédérale de l'Ontario, représentée de 1997 à 2004. 
La circonscription d'Erie—Lincoln est créée en 1996 à partir des circonscriptions d'Erie, Haldimand—Norfolk et de Lincoln. Abolie en 2003, elle est redistribuée parmi Haldimand—Norfolk, Niagara Falls, Niagara-Ouest—Glanbrook et Welland.

## Géographie
En 1996, la circonscription d'Erie—Lincoln comprenait:
- La municipalité régionale de Niagara
  - La ville de Port Colborne
  - Les villes de Fort Érié et de Lincoln
  - Les cantons de Wainfleet et de West Lincoln

## Députés
| Législature                                                                             | Années    | Député | Député       | Parti   |
| --------------------------------------------------------------------------------------- | --------- | ------ | ------------ | ------- |
| Erie—Lincoln issue de Erie, Lincoln et Haldimand—Norfolk                                |           |        |              |         |
| 36e                                                                                     | 1997–2000 |        | John Maloney | Libéral |
| 37e                                                                                     | 2000–2004 |        | John Maloney | Libéral |
| Redistribuée parmi Niagara-Ouest—Glanbrook, Niagara Falls, Welland et Haldimand—Norfolk |           |        |              |         |

## Circonscription provinciale
Depuis les élections provinciales ontariennes du 4 octobre 2007, l'ensemble des circonscriptions provinciales et des circonscriptions fédérales sont identiques.